# 鹽浦慎理
盐浦慎理（日语：／ Shinri Shioura，1991年11月26日—），生于神奈川县伊势原市，日本男子游泳运动员，主攻短距离自由泳。盐浦2岁时受其哥哥影响开始接触游泳。2009年，他在日本奥委会青少年奥林匹克杯游泳比赛100米自由泳项目上以49秒85的成绩获得冠军，这是他个人首次在该项目上游进50秒大关。2010年，他开始就读于中央大學法学部，毕业后，他成为Itoman东进（イトマン東進）俱乐部的成员。
鹽浦目前在50公尺自由式的個人最佳成績為21秒67，該成績同時為日本紀錄及亞洲紀錄；100公尺自由式的個人最佳成績則是48秒35。
2020年9月，鹽浦慎理在個人Instagram宣布與藝人小野乃乃香結婚，2021年10月宣布兩人長女出生的消息。

## 人物經歷

### 高中之前
鹽浦在家中排行老二，他有一個哥哥和一個弟弟。他在2歲時隨哥哥開始接觸游泳。受曾從事足球運動的父親的影響，他在小學六年級之前同時從事足球及游泳。進入中學後，他原本想放棄游泳，轉為主攻足球，但後來由於在游泳全國比賽中獲得獎牌，他便放棄足球，專心從事游泳。
2004年8月，國一的鹽浦在全國Junior Olympic Cup游泳競賽11-12歲組的50公尺自由式及100公尺自由式都獲得冠軍，成績分別為25秒77及56秒14。4×50公尺自由式接力擔任第一棒，與濱村翔平、山田康太及安彥直以1分53秒25名列第五；4×50公尺混合式接力則擔任第四棒（自由式），與前田時生（仰式）、山田康太（蛙式）、濱村翔平（蝶式）在預賽2分06秒82闖進決賽，但決賽被判取消成績。
2005年8月，國二的鹽浦在第45屆全國中學游泳競技大會50公尺自由式游出25秒47、100公尺自由式游出55秒33，都沒有進入決賽。4×100公尺混合式接力中，他擔任第一棒（仰式），與千木良優（蛙式）、山田康太（蝶式）、安彥直（自由式）在預賽游出4分24秒09，無緣決賽。
同月，在全國Junior Olympic Cup游泳競賽13-14歲組中，鹽浦慎理在50公尺自由式預賽成績為25秒61，決賽則為25秒35，最終名列第四；100公尺自由式預賽成績55秒68，沒有晉級決賽。4×100公尺混合式接力則擔任第四棒（自由式），與太田貴仁（仰式）、柏崎尚也（蛙式）、山田康太（蝶式）以4分16秒93名列第五。
2006年8月，國三的鹽浦在第46屆全國中學游泳競技大會50公尺自由式和100公尺自由式都拿下冠軍，成績分別為24秒08和52秒96。4×100公尺混合接力擔任第一棒（仰式），與千木良優（蛙式）、山田康太（蝶式）、安彥直（自由式）在預賽游出4分22秒97，無緣決賽。
不久後，他再次出戰全國Junior Olympic Cup游泳競賽13-14歲組比賽，期間他在50公尺自由式決賽游出了24秒12的賽事新紀錄。之後他在4×100公尺自由式接力擔任第一棒，與濱村翔平、安彥直及山田康太在預賽游出3分54秒42的成績，沒有闖進決賽。
10月，鹽浦在兵庫縣舉行的國民體育大會少年B組100公尺自由式中以52秒76獲得第三。4×100公尺自由式接力中，他擔任最後一棒，與吉行亮啓、伊與部嵩、春日祐太以3分34秒09名列第三。4×100公尺混合式接力中，他只出賽決賽並擔任第四棒（自由式），前三棒分別是仰式的伊與部嵩、蛙式的安孫子拓郎以及蝶式的宇津木翔平，最終他以3分52秒35獲得冠軍。

### 高中時期
鹽浦高中時就讀於湘南工科大學附屬高等學校。

#### 2007年（高一）
8月，鹽浦出战佐賀縣舉行的平成19年度（第75屆）全國高等學校游泳錦標賽，其中在50公尺自由式以23秒93名列第四；100公尺自由式則以53秒21的成績無緣決賽；4×100公尺自由式接力中，他擔任第二棒，與高橋昌廣、小坂悠真和須田智博聯手拿下第二名，成績為3分30秒42；4×100公尺混合式接力則擔任第四棒（自由式），與伊與部嵩（仰式）、小坂悠真（蛙式）、高橋昌廣（蝶式）以3分48秒40獲得冠軍。
同月，在全國Junior Olympic Cup游泳競賽中，鹽浦以23秒85與小西一輝並列50公尺自由式亞軍，100公尺則以53秒51的成績無緣決賽。
9月30日至10月3日，他代表神奈川縣出戰秋田縣舉辦的第62屆國民體育大會少年B組比賽，其中在100公尺自由式中以53秒68獲得第二名；4×100公尺自由式接力擔任最後一棒，與吉行亮啓、須田智博、東隼平以3分30秒32拿下冠軍，同時改寫賽會紀錄；4×100公尺混合式接力則擔任第三棒（蝶式），與矢澤隼人（仰式）、德保圭亮（蛙式）以及須田智博（自由式）以3分53秒03獲得第三名。

#### 2008年（高二）
4月，鹽浦首次出戰日本游泳錦標賽，在50公尺自由式和100公尺自由式中分別游出23秒82和51秒65，都沒有晉級決賽。
6月，他參加了日本公開賽，在100公尺自由式預賽中游出52秒29的成績，同樣未能晉級決賽。
7月，他赴墨西哥蒙特雷出戰世界青年游泳錦標賽，參加四個項目，個人項目方面，他在50公尺蝶式和100公尺蝶式均獲得第7名，兩項目成績分別為24秒88和54秒41。接力項目方面，他參加了4×100公尺自由式接力和4×100公尺混合式接力，前者以3分24秒39獲得第6名，後者以3分42秒61獲得銀牌。
8月，他在平成20年度（第76屆）全國高等學校游泳錦標賽的100公尺自由式中以51秒20獲得亞軍。接力方面，他在4×100公尺自由式接力擔任第一棒，與伊與部嵩、須田智博、春日祐太以3分26秒49獲得冠軍，並改寫賽會紀錄；4×100公尺混合式接力則擔任第三棒（蝶式），與伊與部嵩（仰式）、 吉次恭祐（蛙式）、須田智博（自由式）以3分46秒42獲得冠軍，同樣改寫賽會紀錄。
同月，在全國Junior Olympic Cup游泳競賽中，鹽浦在100公尺自由式排名第四，成績為51秒86。
9月，在大分縣舉行的第63屆國民體育大會，鹽浦慎理在少年A組50公尺自由式和100公尺自由式均拿下亞軍，兩項成績分別為23秒21和50秒64。在少年A組4×200公尺自由式接力中，他擔任最後一棒，與須田智博、伊與部嵩、春日祐太以7分28秒17拿下第二名。4×100公尺混合接力則擔任第三棒（蝶式），與伊與部嵩（仰式）、安藤直輝（蛙式）以及須田智博（自由式）以3分42秒65獲得第二名。

#### 2009年（高三）
4月，鹽浦出戰靜岡縣舉行的第85屆日本選手權中，在100公尺自由式預賽中游出51秒64的成績，無緣決賽。
6月，他參加了東京舉行的日本公開賽，其中50公尺自由式以23秒30排名B組決賽第六。
8月，他在平成21年度（第77屆）全國高等學校游泳錦標賽的男子50公尺及100公尺自由式都得到冠軍，成績分別為23秒07及50秒31。4×100公尺自由式接力中，他擔任第一棒，與內田仁、東隼平、須田智博以3分24秒12獲得冠軍，並改寫大會紀錄；4×100公尺混合式接力則擔任第二棒（蛙式），與內田仁（仰式）、 兒玉佳祐（蝶式）、須田智博（自由式）以3分44秒63名列第五。
同月的全國Junior Olympic Cup游泳競賽中，鹽浦慎理在100公尺自由式以49秒85的成績獲得冠軍，並更新當時的日本高中生紀錄；50公尺自由式則是23秒13，同樣奪冠並改寫賽事紀錄。
9月，在新潟縣舉行的第64屆國民體育大會，鹽浦慎理在少年A組以22秒83拿下50公尺自由式冠軍，並改寫賽會紀錄。在少年A組4×200公尺自由式接力中，他擔任第二棒，與須田智博、瀧口陽平、東隼平以7分23秒15獲得冠軍，並改寫大會紀錄。4×100公尺混合式接力則擔任第三棒（蝶式），與矢澤隼人（仰式）、鈴木瑠伊（蛙式）以及須田智博（自由式）以3分42秒68名列第四。

### 大學時期

#### 2010年（大一）
鹽浦於2010年4月進入中央大學法學部。
就讀大學不久後，鹽浦出戰第86屆日本錦標賽，他在50公尺自由式的預賽以及準決賽都游出了23秒09的成績，結果無緣決賽；100公尺自由式預賽成績為50秒85，未能闖進準決賽。
6月，鹽浦在東京舉行的日本錦標賽的50公尺自由式B組決賽以23秒45排名第三，100m在B組決賽成績為52秒11，名列第八。
9月，他首次出戰日本學生錦標賽，在50公尺自由式和100公尺自由式A組決賽都拿下了第三名，成績分別為22秒53和50秒08，他也是進入A組決賽的唯一一個大一新生。接力方面，他在4×100公尺自由式接力擔任第一棒，與水野雄介、前田康輔及宮本淳平以3分21秒77獲得冠軍；4×100公尺混合式接力則擔任最後一棒（自由式），前三棒是仰式的氏林倭人、蛙式的櫻井佑紀以及蝶式的野澤拓矢，最終名列第五，成績為3分41秒02。
同月，在千葉縣舉辦的第65屆國民體育大會，鹽浦在50公尺自由式以22秒77的成績與伊藤真並列第四。4×50公尺自由式接力則擔任第一棒，與葛原俊輔、小坂悠真及高安亮以1分30秒84名列第四。

#### 2011年（大二）
原訂4月5日至10日在東京舉辦的日本錦標賽因為311大地震而取消，取而代之的是4月9日至11日於靜岡縣濱松市舉辦的國際游泳賽事代表選手選拔賽，他在該比賽中50公尺及100公尺自由式都獲得第三名，成績分別為22秒60及49秒78。
5月，在大阪舉行的日本公開賽（兼深圳世大運選拔賽）中，鹽浦在50公尺自由式拿下第二，成績為22秒74，100公尺則以49秒85名列第四。
8月，鹽浦出征深圳世大運，首次參加國際大賽，其中在男子50公尺及100公尺自由式獲得第三名，男子4×100公尺混合式接力則擔綱最後一棒並取得金牌，前三棒分別是仰式的入江陵介（近畿大學）、蛙式的立石諒（慶應義塾大學）以及蝶式的岸田真幸（早稻田大學、亞利桑那大學）。
9月，在神奈川縣舉行的日本學生錦標賽中，鹽浦以22秒11奪下男子50公尺自由式冠軍，同時更新日本紀錄；100公尺自由式則以48秒85獲得第二。接力方面，他在4×100公尺自由式接力擔任第一棒，與宮本淳平、水野雄介及平龍大及以3分18秒96獲得冠軍；4×200公尺自由式接力中，他擔任第二棒，與石橋千彰、山田浩平及宮本淳平及以7分20秒22獲得第二；4×100公尺混合式接力則是最後一棒（自由式），前三棒是仰式的氏林倭人、蛙式的松島圭佑以及蝶式的野澤拓矢，以3分37秒79排名第三。
同月，在山口縣舉辦的第66屆國民體育大會，鹽浦在50公尺自由式以22秒37不敵伊藤健太，獲得銀牌；100公尺自由式則以49秒06獲得冠軍，並改寫賽會紀錄。接力方面，他先在4×50公尺自由式接力擔任第一棒，與及川直樹、高安亮及小坂悠真以1分30秒16獲得第二；4×100公尺混合式接力則是擔任最後一棒（自由式），聯同仰式的伊與部嵩、蛙式的立石諒以及蝶式的高安亮以3分37秒30排名第二。

#### 2012年（大三）
狀況絕佳的鹽浦本來被認為有望進入2012年倫敦奧運，但卻在3月意外的左手食指骨折，左手握力大幅度減弱，在隨後的第88屆日本錦標賽（兼倫敦奧運選拔賽）中沒有游出好成績，50公尺及100公尺自由式都只得到了第三名，成績分別為22秒56及49秒65，錯失了初次征戰奧運的機會。對於落選奧運，他自己形容「像死一樣的不甘心」，一度有放棄的念頭，但在周圍朋友的鼓勵下決定重新振作，再度投身競技當中。
5月，在東京舉辦的日本公開賽，鹽浦慎理在50公尺自由式及100公尺自由式都拿下冠軍，成績分別為22秒28以及49秒33。
儘管當時鹽浦是50公尺自由式日本紀錄保持者（22秒11），但9月的日本學生錦標賽中，鹽浦在50公尺自由式及100公尺自由式都名列第二，成績分別是22秒31和49秒10，來自中京大學的伊藤健太在本次賽事中將50公尺自由式日本紀錄改寫為22秒05。接力方面，他在4×100公尺自由式接力擔任第一棒，與石橋千彰、宮本淳平及平龍大及以3分18秒88排名第二；4×100公尺混合式接力則是最後一棒（自由式），前三棒是仰式的氏林倭人、蛙式的松島圭佑以及蝶式的神野雄司，最終以3分37秒85排名獲得冠軍。
同月，在岐阜縣舉辦的第67屆國民體育大會，鹽浦以22秒16獲得50公尺自由式冠軍並改寫賽會紀錄；100公尺則以50秒12排名第三。接力方面，他在4×50公尺自由式接力擔任第一棒，與內田仁、及川直樹及高安亮以1分30秒57獲得第三；4×100公尺混合式接力則是最後一棒（自由式），前三棒是仰式的伊與部嵩、蛙式的立石諒以及蝶式的梅本雅之，以3分36秒64獲得冠軍。
12月，鹽浦首次出戰世界短池游泳錦標賽，參加50公尺自由式、50公尺蝶式和4×100公尺自由式接力三個項目，50公尺自由式中，他先以21秒68排名第13名晉級準決賽，之後在準決賽以21秒78獲得第15名，無緣決賽；50公尺蝶式，他在預賽以23秒93排名第27位，無緣準決賽；4×100公尺自由式接力中，他聯同隊友在預賽和決賽均獲得第5名。

#### 2013年（大四）
2013年的重要課題就是入水，本來不擅長該部分的鹽浦，自2012年10月開始在練習上增加了這個部分，並取得一些進步。
4月，在第89屆日本錦標賽（兼巴塞隆納世錦賽、喀山世大運選拔賽）中的50公尺自由式以22秒03更新日本紀錄，首次入選世錦賽日本代表隊；100公尺自由式同樣獲得冠軍，成績為48秒78。
5月，在東京舉辦的日本公開賽，鹽浦並沒有參加自由式的賽事，而參加了蝶式，並在50公尺蝶式拿下冠軍，成績為23秒78，100公尺蝶式則以53秒40排名B組第一。
2013年世界游泳錦標賽中，鹽浦在50公尺自由式預賽游出了22秒02，再次改寫日本紀錄，準決賽成績則為22秒04，無緣決賽。100公尺自由式以48秒52通過預賽，準決賽則以48秒51位列第十而無緣決賽。接力方面，他在男子4×100公尺自由式接力中擔任第一棒，預賽成績為3分15秒46（排名第八），順利進入決賽；決賽成績為3分14秒75，最終是以第八名作收，這是日本在該項目首度闖進世錦賽前八。世錦賽最後一天的男子4×100公尺混合接力，日本隊前三棒分別是仰式的入江陵介、蛙式的北島康介、蝶式的藤井拓郎，鹽浦則是最後一棒（自由式）。最終成績為3分32秒26排名第四，但由於第一名的美國隊在第一棒接第二棒時發生搶跳失誤而被判取消成績，日本隊因此遞補成為第三名，拿下了這枚寶貴的銅牌。
9月，在日本學生錦標賽中，鹽浦在50公尺及100公尺自由式都拿下冠軍，其中50公尺的成績為22秒09，100公尺則以48秒56刷新賽會紀錄。接力方面，他在4×100公尺自由式接力中擔任最後一棒，和隊友宮本淳平、石橋千彰及矢野貴寬一起拿下冠軍，成績為3分18秒13。
隨後的第68屆國民體育大會，鹽浦慎理在50公尺及100公尺自由式都獲得冠軍，兩項目成績分別為22秒13及48秒84，均刷新賽會紀錄。接力方面，他在4×50公尺自由式接力擔任第一棒，與內田仁、木村匠吾及高安亮以1分29秒98獲得第三；4×100公尺混合式接力擔任最後一棒（自由式），前三棒是仰式的工藤優介、蛙式的立石諒以及蝶式的梅本雅之，最終同樣以第三名完成比賽，成績為3分36秒11。

### 社會人時期

#### 2014年
2014年4月，鹽浦從中央大學畢業，進入Itoman東進俱樂部。
2014年日本錦標賽（兼泛太平洋游泳錦標賽、2014年仁川亞運選拔賽）是鹽浦慎理成為社會人之後參加的第一場比賽，結果他在50公尺和100公尺自由式都拿下了冠軍。其中50公尺自由式更是以21秒88刷新中國選手史潤強保持的21秒95的亞洲紀錄，他也憑藉這一成績成為史上第一個50公尺自由式游進22秒內的日本選手，並取得了內定資格。100公尺自由式則是48秒69，沒有能突破藤井拓郎在2009年寫下的48秒49的全國紀錄。
5月，在東京舉辦的JAPAN OPEN中，鹽浦慎理以23秒95名列50公尺蝶式第四名，100公尺蝶式則是在預賽淘汰，成績為53秒69。
8月，鹽浦出戰在澳洲昆士蘭黃金海岸舉辦的第12屆泛太平洋游泳錦標賽，其中在50自由式項目預賽成績為22秒39、決賽為22秒18，最終名列第五；100公尺自由式項目預賽成績49秒53、決賽為49秒08，排名第八。在男子4×100公尺自由式接力中，鹽浦擔任第一棒，與隊友中村克、藤井拓郎和伊藤健太以3分14秒93的成績以第四名坐收。
2014年仁川亞運，鹽浦在50公尺自由式預賽排名第2，成績為22秒09，決賽則以22秒11拿下銀牌。100公尺自由式預賽排名第6，成績為50秒59，決賽則游出48秒85的成績，原本獲得銅牌，但由於銀牌得主韓國選手朴泰桓因藥檢未過關而被取消獎牌，鹽浦遞補獲得銀牌。接力方面，在男子4×100公尺自由式接力中，鹽浦擔任第一棒，與隊友原田蘭丸、藤井拓郎和中村克以3分14秒38的成績拿下銀牌。男子4×100公尺混合式接力，日本隊的陣容為仰式的入江陵介、蛙式的小關也朱篤、蝶式的池端宏文及自由泳的鹽浦，最終日本隊以3分31秒70獲得銀牌。鹽浦慎理的首次亞運會便以4面銀牌坐收。
10月，第56屆日本短道錦標賽在東京舉行，鹽浦在50公尺自由式中以21秒38獲得冠軍，100公尺自由式則以47秒74排名第四。
12月，鹽浦出戰卡塔爾多哈進行的世界短池游泳錦標賽，參加五個項目。50公尺自由式中，他在預賽以21秒25晉級準決賽，準決賽以21秒37排名第12名，無緣決賽。100公尺自由式，他先後在預賽和準決賽取得第12名及第7名，闖入決賽，決賽中，他以47秒38獲得第8名。50公尺蝶式，他在預賽和準決賽均獲得第12名，兩階段成績分別是22秒97和22秒94。4×100公尺自由式接力，他聯同隊友在預賽和決賽均獲得第7名，成績分別為3分09秒11和3分7秒79。4×100公尺混合式接力，他僅參加決賽，聯同隊友獲得第7名。

#### 2015年
4月，第91屆日本錦標賽（兼2015年喀山世錦賽及2015年光州世大運選拔賽）在東京舉行，鹽浦在50公尺自由式以22秒15獲得金牌，100公尺自由式則以48秒86不敵中村克，獲得銀牌。
5月，在東京舉辦的日本公開賽中，鹽浦以22秒04獲得50公尺自由式金牌，100公尺自由式則以48秒79再度敗給中村克，獲得銀牌。
8月，2015年世界游泳錦標賽在俄羅斯喀山進行，鹽浦在該屆比賽參加數個項目。個人項目部分，他在50公尺自由式預賽成績為22秒34，順利進入準決賽；準決賽游出了22秒08，在16個選手當中排名第11，無緣決賽。100公尺自由式預賽成績為48秒84，同樣晉級準決賽；準決賽則以48秒96的成績在16個選手當中排名第15，無緣決賽。接力項目部分，鹽浦首先在男子4×100公尺自由式接力中擔任第二棒，聯同中村克、小堀勇氣和藤井拓郎在預賽游出3分14秒76，順利進軍決賽；決賽中，隊伍游出為3分15秒04，最終排名第6。之後進行的男子4×100公尺混合式接力，日本隊的陣容為仰式的入江陵介、蛙式的小關也朱篤、蝶式的藤井拓郎以及自由泳的鹽浦，結果隊伍預賽成績為3分32秒82，決賽則為3分31秒10，最終排名第6。

#### 2016年
4月進行的第92屆日本錦標賽（兼2016年里約奧運選拔賽）中，鹽浦在50公尺自由式及100公尺自由式都拿下了第二名，成績分別為22秒14及48秒35，儘管兩個項目都沒有突破日本的派遣標準（21秒87和48秒16），但成功取得男子4×100公尺自由式接力的內定資格。
5月，在日本公開賽中，鹽浦慎理以22秒34獲得50公尺自由式銀牌。
8月，2016年夏季奧林匹克運動會在巴西的里約熱內盧舉行，這是鹽浦首度參加奧運會。他在男子50公尺自由式預賽以22秒01晉級準決賽，準決賽則以22秒18無緣決賽。100公尺自由式預賽則以48秒94而未能晉級準決賽。4×100公尺自由式接力，鹽浦以第二棒選手身份聯同中村克、小長谷研二和古賀淳也出戰，隊伍首先在預賽中以3分14秒17的成績打破全國紀錄的同時成功進入決賽，決賽中，隊伍游出3分14秒48，最終以第八名作收。
9月，在岩手縣舉行的第71屆國民體育大會，鹽浦以22秒24獲得50公尺自由式冠軍。
12月，鹽浦出戰加拿大溫莎進行的世界短池游泳錦標賽，參加多個項目。個人項目方面，他參加50公尺自由式、100公尺自由式和100公尺個人混合式三個項目，其中50公尺自由式以21秒74無緣準決賽，100公尺自由式以46秒59破亞洲紀錄的成績獲得銀牌，100公尺個人混合式則以52秒17摘得銅牌。接力項目方面，他參加4×50公尺自由式接力、4×100公尺自由式接力、4×100公尺混合式接力和男女混合4×50公尺自由式接力，分別獲得銅牌、第5名、銅牌和第5名。

#### 2017年
4月，鹽浦參加了愛知縣舉辦的日本錦標賽（兼2017年布達佩斯世錦賽、2017台北世大運選拔賽）。期間他以21秒97與中村克並列50公尺自由式冠軍，並以48秒80排名100公尺自由式第二名。
5月，在日本公開賽中，鹽浦以22秒18獲得50公尺自由式銀牌，100公尺自由式則以48秒82獲得金牌。
在7月舉行的布達佩斯世錦賽中，鹽浦出戰50公尺自由式、100公尺自由式、4×100公尺自由式接力及4×100公尺混合式接力四個項目。個人項目方面，他在50公尺自由式預賽成績為22秒17，晉級準決賽，準決賽則以22秒02遭到淘汰；100公尺自由式預賽成績48秒46，晉級準決賽，準決賽成績則是48秒54，無緣決賽。接力項目方面，他以第二棒身份聯同中村克、松元克央和古賀淳也出戰4×100公尺自由式接力陣容，預賽中隊伍以3分14秒82晉級決賽；決賽中隊伍以3分13秒65的刷新日本紀錄，排名第五。4×100公尺混合式接力中，他聯同仰式的入江陵介、蛙式的小關也朱篤及蝶式的小堀勇氣，預賽以3分31秒63的成績晉級決賽，決賽則是以3分30秒19排名第四，儘管沒能站上頒獎台，但這個成績刷新了亞洲紀錄。
9月，在愛媛縣舉行的第72屆國民體育大會，鹽浦慎理以22秒09獲得50公尺自由式冠軍並更新大會紀錄，100公尺自由式則以48秒96獲得亞軍。

#### 2018年
在4月進行的日本錦標賽（兼泛太平洋游泳錦標賽、2018年雅加達－巨港亞運選拔賽）中，鹽浦在50公尺自由式以22秒20獲得第三，100公尺自由式則以48秒76獲得第二。
5月，在日本公開賽中，鹽浦慎理在50公尺及100公尺自由式都獲得冠軍，成績分別為22秒15及48秒93。
在8月進行的泛太平洋游泳錦標賽中，鹽浦出戰數個項目。其中50公尺自由式預賽成績22秒30，決賽則以22秒27排名第五，100公尺自由式預賽及決賽同為48秒68，名列第八。男子4×100公尺自由式接力中，他擔任第二棒，聯同中村克、松元克央和溝畑樹蘭以3分12秒54排名第三，同時改寫亞洲紀錄。
隨後在印尼雅加達－巨港舉辦的2018年亞運，鹽浦首先在4×100公尺自由式接力擔任第一棒，與松元克央、中村克及溝畑樹蘭預賽游出3分18秒25，接著在決賽以3分12秒68獲得冠軍，同時刷新賽會紀錄，這是鹽浦慎理第一面亞運金牌。隔天在100m自由式預賽游出49秒32，進軍決賽，並在決賽以48秒71拿下冠軍，這是他第一面亞運個人金牌。4×100公尺混合接力中，他擔任第四棒，聯同仰式的入江陵介、蛙式的小關也朱篤和蝶式的小堀勇氣在決賽中3分30秒03名列第二，同時改寫日本紀錄。個人項目方面，他在男子100公尺自由式上以48秒71摘得金牌。
亞運回國之後，9月因為扁桃腺周圍膿瘍而入院接受手術，儘管一度出院返回自家療養，但因為病症復發同時合併咽喉浮腫，鹽浦慎理二度接受了手術，同時聽從醫生的建議，在接下來的兩個月停止一切的運動，避免傷口再度感染。住院期間鹽浦的體重從最高的98公斤下降到了86公斤，但相對的身體力量也減弱許多，為了讓肌肉比例回升，他向從事柔道運動的摯友羽賀龍之介請教飲食管理的方法，最終成功地在2019年賽季復出。

#### 2019年
鹽浦在2019年復出後參加的首項國內主要賽事是4月進行的日本錦標賽（兼2019年光州世錦賽及2019年拿波里世大運選拔賽），期間他在50公尺自由式準決賽游出了21秒67的破日本紀錄的成績，這是鹽浦慎理時隔五年更新自己的最佳成績。決賽則是以21秒73拿下冠軍，但沒有突破派遣標準的21秒71。100公尺自由式則是以48秒58名列第二。
5月，他參加了在澳洲雪梨舉行的雪梨公開賽，其中男子4×50公尺自由式接力項目，他擔任第一棒，與中村克、松元克央及關海哉以1分28秒35寫下日本紀錄。
在5月30日至6月2日舉行的日本公開賽中，鹽浦以21秒91拿下50公尺自由式的冠軍。
7月，2019年世錦賽在南韓光州舉行，鹽浦參加數個項目，其中在50公尺自由式預賽游出21秒78晉級，準決賽則以21秒74的成績排名前八，個人首次闖入個人項目決賽的同時，也成為繼2001年的山野井智廣之後，又一位闖入該項目決賽的日本選手，最終在決賽以21秒81名列第八。100公尺自由式準決賽為48秒54，無緣決賽。4×100公尺自由式接力擔任第二棒，聯同中村克、松元克央和難波暉在預賽中游出3分14秒16的成績，同樣無緣決賽。
9月，在茨城縣舉行的第74屆國民體育大會，他以22秒11獲得50公尺自由式冠軍。

#### 2020年
1月，在東京舉行的北島康介盃中，鹽浦在50公尺自由式及100公尺自由式都拿下冠軍，成績分別是21秒97和48秒77，其中50公尺自由式刷新了賽會紀錄。

## 主要戰績
- 數據截至2020年3月19日

### 國際比賽

#### 奧林匹克運動會
| 年份 | 比賽地點       | 項目                | 預賽成績（排名） | 準決賽成績（排名） | 決賽成績  | 最終名次 | 備註                        |
| ---- | -------------- | ------------------- | ---------------- | ------------------ | --------- | -------- | --------------------------- |
| 2016 | 巴西里約熱內盧 | 50公尺自由式        | 22秒01（14）     | 22秒18（16）       |           |          |                             |
| 2016 | 巴西里約熱內盧 | 100公尺自由式       | 48秒94（27）     |                    |           |          |                             |
| 2016 | 巴西里約熱內盧 | 4×100公尺自由式接力 | 3分14秒17（8）   |                    | 3分14秒48 | 8        | 第二棒 預賽更新當時日本紀錄 |

#### 世界長池錦標賽
| 年份 | 比賽地點       | 項目                | 預賽成績（排名） | 準決賽成績（排名） | 決賽成績  | 最終名次 | 備註                                                       |
| ---- | -------------- | ------------------- | ---------------- | ------------------ | --------- | -------- | ---------------------------------------------------------- |
| 2013 | 西班牙巴塞隆納 | 50公尺自由式        | 22秒02（10）     | 22秒04（15）       |           |          | 預賽更新當時日本紀錄                                       |
| 2013 | 西班牙巴塞隆納 | 100公尺自由式       | 48秒52（4）      | 48秒51（10）       |           |          |                                                            |
| 2013 | 西班牙巴塞隆納 | 4×100公尺自由式接力 | 3分15秒46（8）   |                    | 3分14秒75 | 8        | 第一棒                                                     |
| 2013 | 西班牙巴塞隆納 | 4×100公尺混合式接力 | 3分34秒25（5）   |                    | 3分32秒26 | 銅牌     | 第四棒（自由式） 美國隊犯規被判取消成績， 日本遞補為銅牌。 |
| 2015 | 俄羅斯喀山     | 50公尺自由式        | 22秒34（12）     | 22秒08（11）       |           |          |                                                            |
| 2015 | 俄羅斯喀山     | 100公尺自由式       | 48秒84（14）     | 48秒96（15）       |           |          |                                                            |
| 2015 | 俄羅斯喀山     | 4×100公尺自由式接力 | 3分14秒76（5）   |                    | 3分15秒04 | 6        | 第二棒                                                     |
| 2015 | 俄羅斯喀山     | 4×100公尺混合式接力 | 3分32秒82（4）   |                    | 3分31秒10 | 6        | 第四棒（自由式）                                           |
| 2017 | 匈牙利布達佩斯 | 50公尺自由式        | 22秒17（15）     | 22秒02（14）       |           |          |                                                            |
| 2017 | 匈牙利布達佩斯 | 100公尺自由式       | 48秒46（5）      | 48秒54（11）       |           |          |                                                            |
| 2017 | 匈牙利布達佩斯 | 4×100公尺自由式接力 | 3分14秒82（7）   |                    | 3分13秒65 | 5        | 第二棒 決賽更新當時日本紀錄                                |
| 2017 | 匈牙利布達佩斯 | 4×100公尺混合式接力 | 3分31秒63（2）   |                    | 3分30秒19 | 4        | 第四棒（自由式） 決賽更新當時亞洲紀錄                      |
| 2019 | 光州           | 50公尺自由式        | 21秒78（5）      | 21秒74（7）        | 21秒81    | 8        |                                                            |
| 2019 | 光州           | 100公尺自由式       | 48秒68（11）     | 48秒54（13）       |           |          |                                                            |
| 2019 | 光州           | 4×100公尺自由式接力 | 3分14秒16（9）   |                    |           |          | 第二棒                                                     |

#### 世界短池錦標賽
| 年份 | 比賽地點         | 項目                       | 預賽成績（排名） | 準決賽成績（排名） | 決賽成績  | 最終名次 | 備註                                |
| ---- | ---------------- | -------------------------- | ---------------- | ------------------ | --------- | -------- | ----------------------------------- |
| 2012 | 土耳其伊斯坦布爾 | 50公尺自由式               | 21秒68（13）     | 21秒78（15）       |           |          |                                     |
| 2012 | 土耳其伊斯坦布爾 | 50公尺蝶式                 | 23秒93（27）     |                    |           |          |                                     |
| 2012 | 土耳其伊斯坦布爾 | 4×100公尺自由式接力        | 3分09秒72（5）   |                    | 3分09秒15 | 5        | 第二棒 預賽、決賽皆更新當時亞洲紀錄 |
| 2014 | 多哈             | 50公尺自由式               | 21秒25（8）      | 21秒37（12）       |           |          |                                     |
| 2014 | 多哈             | 100公尺自由式              | 47秒45（12）     | 46秒70（7）        | 47秒38    | 8        | 準決賽更新當時亞洲紀錄              |
| 2014 | 多哈             | 50公尺蝶式                 | 22秒97（12）     | 22秒94（12）       |           |          |                                     |
| 2014 | 多哈             | 4×100公尺自由式接力        | 3分09秒11（7）   |                    | 3分07秒79 | 7        | 第二棒 決賽更新當時亞洲紀錄         |
| 2014 | 多哈             | 4×100公尺混合式接力        | 預賽未參加       |                    | 3分22秒92 | 7        | 第四棒（自由式）                    |
| 2016 | 加拿大溫莎       | 50公尺自由式               | 21秒74（18）     |                    |           |          |                                     |
| 2016 | 加拿大溫莎       | 100公尺自由式              | 47秒68（12）     | 46秒77（3）        | 46秒59    | 銀牌     | 決賽更新當時亞洲紀錄                |
| 2016 | 加拿大溫莎       | 100公尺個人混合式          | 52秒86（4）      | 52秒35（2）        | 52秒17    | 銅牌     |                                     |
| 2016 | 加拿大溫莎       | 4×50公尺自由式接力         | 1分25秒51（3）   |                    | 1分24秒51 | 銅牌     | 第三棒                              |
| 2016 | 加拿大溫莎       | 4×100公尺自由式接力        | 3分11秒33（6）   |                    | 3分09秒75 | 5        | 第一棒                              |
| 2016 | 加拿大溫莎       | 4×100公尺混合式接力        | 預賽未參加       |                    | 3分24秒71 | 銅牌     | 第四棒（自由式）                    |
| 2016 | 加拿大溫莎       | 男女混合4×50公尺自由式接力 | 1分32秒05（6）   |                    | 1分30秒95 | 5        | 第一棒                              |

#### 世界大學運動會
| 年份 | 比賽地點 | 項目                | 成績      | 名次 | 備註   |
| ---- | -------- | ------------------- | --------- | ---- | ------ |
| 2011 | 中国深圳 | 50公尺自由式        | 22秒37    | 銅牌 |        |
| 2011 | 中国深圳 | 100公尺自由式       | 49秒50    | 銅牌 |        |
| 2011 | 中国深圳 | 4×100公尺混合式接力 | 3分35秒02 | 金牌 | 第四棒 |

#### 泛太平洋游泳錦標賽
| 年份 | 比賽地點       | 項目                | 預賽成績（排名） | 決賽成績  | 最終名次 | 備註                |
| ---- | -------------- | ------------------- | ---------------- | --------- | -------- | ------------------- |
| 2014 | 昆士蘭黃金海岸 | 50公尺自由式        | 22秒39（8）      | 22秒18    | 5        |                     |
| 2014 | 昆士蘭黃金海岸 | 100公尺自由式       | 49秒53（15）     | 49秒08    | 8        |                     |
| 2014 | 昆士蘭黃金海岸 | 4×100公尺自由式接力 |                  | 3分14秒93 | 4        | 第一棒              |
| 2018 | 日本東京都     | 50公尺自由式        | 22秒30（5）      | 22秒27    | 5        |                     |
| 2018 | 日本東京都     | 100公尺自由式       | 48秒68（10）     | 48秒68    | 8        |                     |
| 2018 | 日本東京都     | 4×100公尺自由式接力 |                  | 3分12秒54 | 銅牌     | 第二棒 目前日本紀錄 |

#### 亞洲運動會
| 年份 | 比賽地點               | 項目                | 預賽成績(排名) | 決賽成績  | 最終名次 | 備註                                          |
| ---- | ---------------------- | ------------------- | -------------- | --------- | -------- | --------------------------------------------- |
| 2014 | 仁川                   | 50公尺自由式        | 22秒09（2）    | 22秒11    | 銀牌     |                                               |
| 2014 | 仁川                   | 100公尺自由式       | 50秒59（6）    | 48秒85    | 銀牌     | 銀牌選手朴泰桓藥檢未過， 鹽浦慎理遞補為銀牌。 |
| 2014 | 仁川                   | 4×100公尺自由式接力 | 3分17秒41（1） | 3分14秒38 | 銀牌     | 第一棒                                        |
| 2014 | 仁川                   | 4×100公尺混合式接力 | 3分40秒00（1） | 3分31秒70 | 銀牌     | 第四棒                                        |
| 2018 | 印度尼西亞雅加達－巨港 | 100公尺自由式       | 49秒32（3）    | 48秒71    | 金牌     |                                               |
| 2018 | 印度尼西亞雅加達－巨港 | 4×100公尺自由式接力 | 3分18秒25（2） | 3分12秒88 | 金牌     | 第一棒 亞運紀錄                               |
| 2018 | 印度尼西亞雅加達－巨港 | 4×100公尺混合式接力 | 預賽未參加     | 3分30秒03 | 銀牌     | 第四棒 日本紀錄                               |

#### 世界青年游泳錦標賽
| 年份 | 比賽地點     | 項目                | 預賽成績（排名） | 準決賽成績（排名） | 決賽成績  | 最終名次 | 備註           | 參考資料      |
| ---- | ------------ | ------------------- | ---------------- | ------------------ | --------- | -------- | -------------- | ------------- |
| 2008 | 墨西哥蒙特雷 | 50公尺蝶式          | 25秒12（11）     | 24秒83（8）        | 24秒88    | 7        |                | [ 23 ] [ 24 ] |
| 2008 | 墨西哥蒙特雷 | 100公尺蝶式         | 54秒91（9）      | 54秒38（6）        | 54秒41    | 7        |                | [ 21 ] [ 22 ] |
| 2008 | 墨西哥蒙特雷 | 4×100公尺自由式接力 | 3分25秒74（6）   |                    | 3分24秒39 | 6        | 第三棒         | [ 20 ]        |
| 2008 | 墨西哥蒙特雷 | 4×100公尺混合式接力 | 3分45秒66（4）   |                    | 3分42秒61 | 銀牌     | 第三棒（蝶式） | [ 25 ]        |

#### JAPAN OPEN日本公開賽
- 所有比賽均在日本舉行
- 預賽成績1至8名者進入決賽、9至16名者進入B組決賽。

| 年份 | 比賽地點 | 項目           | 預賽成績（排名） | 決賽成績       | 最終名次       | 備註           | 參考資料       |
| ---- | -------- | -------------- | ---------------- | -------------- | -------------- | -------------- | -------------- |
| 2008 | 東京都   | 100公尺自由式  | 52秒29（33）     |                |                | 高二           | [ 19 ]         |
| 2009 | 東京都   | 50公尺自由式   | 23秒51（16）     | 23秒30         | 6（B組）       | 高三           | [ 30 ]         |
| 2009 | 東京都   | 100公尺自由式  | 51秒62（38）     |                |                | 高三           | [ 30 ]         |
| 2010 | 東京都   | 50公尺自由式   | 23秒46（9）      | 23秒45         | 3（B組）       | 大一           | [ 36 ]         |
| 2010 | 東京都   | 100公尺自由式  | 51秒01（13）     | 52秒11         | 8（B組）       | 大一           | [ 36 ]         |
| 2011 | 大阪府   | 50公尺自由式   | 23秒12（5）      | 22秒74         | 銀牌           | 大二           | [ 40 ]         |
| 2011 | 大阪府   | 100公尺自由式  | 50秒17（4）      | 49秒85         | 4              | 大二           | [ 40 ]         |
| 2012 | 東京都   | 50公尺自由式   | 22秒95（3）      | 22秒28         | 金牌           | 大三           | [ 46 ]         |
| 2012 | 東京都   | 100公尺自由式  | 50秒05（3）      | 49秒33         | 金牌           | 大三           | [ 46 ]         |
| 2013 | 神奈川縣 | 50公尺蝶式     | 24秒23（4）      | 23秒78         | 金牌           | 大四           | [ 52 ]         |
| 2013 | 神奈川縣 | 100公尺蝶式    | 53秒53（8）      | 53秒40         | 1（B組）       | 大四           | [ 52 ]         |
| 2014 | 東京都   | 50公尺蝶式     | 24秒37（7）      | 23秒95         | 4              |                | [ 62 ]         |
| 2014 | 東京都   | 100公尺蝶式    | 53秒69（15）     |                |                |                | [ 62 ]         |
| 2015 | 東京都   | 50公尺自由式   | 22秒29（1）      | 22秒04         | 金牌           |                | [ 69 ]         |
| 2015 | 東京都   | 100公尺自由式  | 49秒95（4）      | 48秒79         | 銀牌           |                | [ 69 ]         |
| 2016 | 東京都   | 50公尺自由式   | 22秒76（6）      | 22秒34         | 銀牌           |                | [ 76 ]         |
| 2016 | 東京都   | 100公尺自由式  | 50秒69（18）     | 49秒99         | 1（B組）       |                | [ 76 ]         |
| 2017 | 東京都   | 50公尺自由式   | 22秒41（2）      | 22秒18         | 銀牌           |                | [ 81 ]         |
| 2017 | 東京都   | 100公尺自由式  | 49秒47（3）      | 48秒82         | 金牌           |                | [ 81 ]         |
| 2018 | 東京都   | 50公尺自由式   | 22秒21（2）      | 22秒15         | 金牌           |                | [ 85 ]         |
| 2018 | 東京都   | 100公尺自由式  | 49秒58（3）      | 48秒93         | 金牌           |                | [ 85 ]         |
| 2019 | 東京都   | 50公尺自由式   | 22秒18（1）      | 21秒91         | 金牌           |                | [ 95 ]         |
| 2020 | 神奈川縣 | 因COVID-19中止 | 因COVID-19中止   | 因COVID-19中止 | 因COVID-19中止 | 因COVID-19中止 | 因COVID-19中止 |

### 國內比賽

#### 日本游泳錦標賽
| 屆數   | 日期                    | 地點   | 項目                                                                                  | 預賽（排名）                                                                          | 準決賽（排名）                                                                        | 決賽成績                                                                              | 最終名次                                                                              | 備註                                                                                  | 參考資料         |
| ------ | ----------------------- | ------ | ------------------------------------------------------------------------------------- | ------------------------------------------------------------------------------------- | ------------------------------------------------------------------------------------- | ------------------------------------------------------------------------------------- | ------------------------------------------------------------------------------------- | ------------------------------------------------------------------------------------- | ---------------- |
| 第84屆 | 2008年 4月15日至4月20日 | 東京都 | 50公尺自由式                                                                          | 23秒82（24）                                                                          |                                                                                       |                                                                                       |                                                                                       | 高二                                                                                  | [ 18 ]           |
| 第85屆 | 2009年 4月16日至4月19日 | 靜岡縣 | 100公尺自由式                                                                         | 51秒64（41）                                                                          |                                                                                       |                                                                                       |                                                                                       | 高三                                                                                  | [ 29 ]           |
| 第86屆 | 2010年 4月13日至4月18日 | 東京都 | 50公尺自由式                                                                          | 23秒09（4）                                                                           | 23秒09（9）                                                                           |                                                                                       |                                                                                       | 大一                                                                                  | [ 35 ]           |
| 第87屆 | 2011年 4月5日至4月10日  | 東京都 | 因311大地震而取消，取而代之的是4月9日至11日在靜岡縣舉辦的國際游泳賽事代表選手選拔賽。 | 因311大地震而取消，取而代之的是4月9日至11日在靜岡縣舉辦的國際游泳賽事代表選手選拔賽。 | 因311大地震而取消，取而代之的是4月9日至11日在靜岡縣舉辦的國際游泳賽事代表選手選拔賽。 | 因311大地震而取消，取而代之的是4月9日至11日在靜岡縣舉辦的國際游泳賽事代表選手選拔賽。 | 因311大地震而取消，取而代之的是4月9日至11日在靜岡縣舉辦的國際游泳賽事代表選手選拔賽。 | 因311大地震而取消，取而代之的是4月9日至11日在靜岡縣舉辦的國際游泳賽事代表選手選拔賽。 | [ 39 ]           |
| 第88屆 | 2012年 4月2日至4月8日   | 東京都 | 50公尺自由式                                                                          | 22秒77（3）                                                                           | 22秒78（4）                                                                           | 22秒56                                                                                | 銅牌                                                                                  | 大三                                                                                  | [ 45 ]           |
| 第88屆 | 2012年 4月2日至4月8日   | 東京都 | 100公尺自由式                                                                         | 50秒03（3）                                                                           | 49秒72（2）                                                                           | 49秒65                                                                                | 銅牌                                                                                  | 大三                                                                                  | [ 45 ]           |
| 第89屆 | 2013年 4月11日至4月14日 | 新潟縣 | 50公尺自由式                                                                          | 22秒34（1）                                                                           |                                                                                       | 22秒03                                                                                | 金牌                                                                                  | 大四 決賽更新當時日本紀錄                                                             | [ 51 ]           |
| 第89屆 | 2013年 4月11日至4月14日 | 新潟縣 | 100公尺自由式                                                                         | 49秒28（1）                                                                           |                                                                                       | 48秒78                                                                                | 金牌                                                                                  | 大四                                                                                  | [ 51 ]           |
| 第90屆 | 2014年 4月10日至4月13日 | 東京都 | 50公尺自由式                                                                          | 22秒40（1）                                                                           |                                                                                       | 21秒88                                                                                | 金牌                                                                                  | 決賽更新當時日本紀錄                                                                  | [ 59 ]           |
| 第90屆 | 2014年 4月10日至4月13日 | 東京都 | 100公尺自由式                                                                         | 49秒01（1）                                                                           |                                                                                       | 48秒69                                                                                | 金牌                                                                                  |                                                                                       | [ 59 ]           |
| 第91屆 | 2015年 4月7日至4月12日  | 東京都 | 50公尺自由式                                                                          | 22秒27（1）                                                                           | 22秒08（1）                                                                           | 22秒15                                                                                | 金牌                                                                                  |                                                                                       | [ 68 ]           |
| 第91屆 | 2015年 4月7日至4月12日  | 東京都 | 100公尺自由式                                                                         | 49秒47（1）                                                                           | 48秒69（1）                                                                           | 48秒86                                                                                | 銀牌                                                                                  |                                                                                       | [ 68 ]           |
| 第92屆 | 2016年 4月4日至4月10日  | 東京都 | 50公尺自由式                                                                          | 22秒56（2）                                                                           | 22秒25（1）                                                                           | 22秒14                                                                                | 銀牌                                                                                  |                                                                                       | [ 73 ]           |
| 第92屆 | 2016年 4月4日至4月10日  | 東京都 | 100公尺自由式                                                                         | 49秒05（1）                                                                           | 48秒73（2）                                                                           | 48秒35                                                                                | 銀牌                                                                                  |                                                                                       | [ 73 ]           |
| 第93屆 | 2017年 4月13日至4月16日 | 愛知縣 | 50公尺自由式                                                                          | 22秒15（1）                                                                           |                                                                                       | 21秒97                                                                                | 金牌                                                                                  | 與中村克並列冠軍                                                                      | [ 80 ]           |
| 第93屆 | 2017年 4月13日至4月16日 | 愛知縣 | 100公尺自由式                                                                         | 49秒56（4）                                                                           |                                                                                       | 48秒80                                                                                | 銀牌                                                                                  |                                                                                       | [ 80 ]           |
| 第94屆 | 2018年 4月3日至4月8日   | 東京都 | 50公尺自由式                                                                          | 22秒24（3）                                                                           | 22秒01（1）                                                                           | 22秒20                                                                                | 銅牌                                                                                  |                                                                                       | [ 84 ]           |
| 第94屆 | 2018年 4月3日至4月8日   | 東京都 | 100公尺自由式                                                                         | 49秒90（5）                                                                           | 49秒00（2）                                                                           | 48秒76                                                                                | 銀牌                                                                                  |                                                                                       | [ 84 ]           |
| 第95屆 | 2019年 4月2日至4月8日   | 東京都 | 50公尺自由式                                                                          | 22秒00（1）                                                                           | 21秒67（1）                                                                           | 21秒73                                                                                | 金牌                                                                                  | 準決賽為目前日本紀錄                                                                  | [ 93 ]           |
| 第95屆 | 2019年 4月2日至4月8日   | 東京都 | 100公尺自由式                                                                         | 49秒62（3）                                                                           | 49秒03（2）                                                                           | 48秒58                                                                                | 銀牌                                                                                  |                                                                                       | [ 93 ]           |
| 第96屆 | 2020年 4月2日至4月7日   | 東京都 | 因COVID-19而取消                                                                      | 因COVID-19而取消                                                                      | 因COVID-19而取消                                                                      | 因COVID-19而取消                                                                      | 因COVID-19而取消                                                                      | 因COVID-19而取消                                                                      | 因COVID-19而取消 |

#### 國民體育大會
- 代表神奈川縣參賽。
- 中三及高一參加少年B（2006年及2007年）、高二及高三參加少年A（2008年及2009年），大一（含以上）參加成人組（2010年－）。

| 屆數   | 日期                    | 比賽地點 | 項目                | 預賽成績（排名） | 決賽成績  | 最終名次 | 備註                                       | 參考資料 |
| ------ | ----------------------- | -------- | ------------------- | ---------------- | --------- | -------- | ------------------------------------------ | -------- |
| 第61屆 | 2006年 10月1日至10月4日 | 兵庫縣   | 100公尺自由式       | 53秒22（3）      | 52秒76    | 銅牌     |                                            | [ 13 ]   |
| 第61屆 | 2006年 10月1日至10月4日 | 兵庫縣   | 4×100公尺自由式接力 | 3分34秒41（3）   | 3分34秒09 | 銅牌     | 預賽第一棒 決賽第四棒                      | [ 13 ]   |
| 第61屆 | 2006年 10月1日至10月4日 | 兵庫縣   | 4×100公尺混合式接力 | 預賽未參加       | 3分52秒35 | 金牌     | 第四棒（自由式）                           | [ 13 ]   |
| 第62屆 | 2007年 9月30日至10月3日 | 秋田縣   | 100公尺自由式       | 53秒28（4）      | 52秒62    | 銀牌     |                                            | [ 17 ]   |
| 第62屆 | 2007年 9月30日至10月3日 | 秋田縣   | 4×100公尺自由式接力 | 3分32秒03（1）   | 3分30秒32 | 金牌     | 第四棒 決賽更新當時賽事紀錄                | [ 17 ]   |
| 第62屆 | 2007年 9月30日至10月3日 | 秋田縣   | 4×100公尺混合式接力 | 預賽未參加       | 3分53秒03 | 銅牌     | 第三棒（蝶式）                             | [ 17 ]   |
| 第63屆 | 2008年 9月13日至9月15日 | 大分縣   | 50公尺自由式        | 23秒36（1）      | 23秒21    | 銀牌     |                                            | [ 28 ]   |
| 第63屆 | 2008年 9月13日至9月15日 | 大分縣   | 100公尺自由式       | 51秒26（1）      | 50秒64    | 銀牌     |                                            | [ 28 ]   |
| 第63屆 | 2008年 9月13日至9月15日 | 大分縣   | 4×200公尺自由式接力 | 7分32秒25（1）   | 7分28秒17 | 銀牌     | 第四棒                                     | [ 28 ]   |
| 第63屆 | 2008年 9月13日至9月15日 | 大分縣   | 4×100公尺混合式接力 | 預賽未參加       | 3分43秒65 | 銀牌     | 第三棒（蝶式）                             | [ 28 ]   |
| 第64屆 | 2009年 9月11日至9月13日 | 新潟縣   | 50公尺自由式        | 23秒29（1）      | 22秒83    | 金牌     | 決賽更新當時賽事紀錄                       | [ 33 ]   |
| 第64屆 | 2009年 9月11日至9月13日 | 新潟縣   | 4×200公尺自由式接力 | 7分28秒47（1）   | 7分23秒15 | 金牌     | 預賽第四棒 決賽第二棒 決賽更新當時賽事紀錄 | [ 33 ]   |
| 第64屆 | 2009年 9月11日至9月13日 | 新潟縣   | 4×100公尺混合式接力 | 3分46秒14（5）   | 3分42秒68 | 4        | 第三棒（蝶式）                             | [ 33 ]   |
| 第65屆 | 2010年 9月10日至9月12日 | 千葉縣   | 50公尺自由式        | 22秒79（1）      | 22秒44    | 4        | 與伊藤真並列                               | [ 38 ]   |
| 第65屆 | 2010年 9月10日至9月12日 | 千葉縣   | 4×50公尺自由式接力  | 1分32秒34（4）   | 1分30秒83 | 4        | 預賽第二棒 決賽第一棒                      | [ 38 ]   |
| 第66屆 | 2011年 9月9日至9月11日  | 山口縣   | 50公尺自由式        | 22秒83（1）      | 22秒37    | 銀牌     |                                            | [ 44 ]   |
| 第66屆 | 2011年 9月9日至9月11日  | 山口縣   | 100公尺自由式       | 50秒01（2）      | 49秒06    | 金牌     | 決賽更新當時賽事紀錄                       | [ 44 ]   |
| 第66屆 | 2011年 9月9日至9月11日  | 山口縣   | 4×50公尺自由式接力  | 1分31秒30（3）   | 1分30秒16 | 銀牌     | 第一棒                                     | [ 44 ]   |
| 第66屆 | 2011年 9月9日至9月11日  | 山口縣   | 4×100公尺混合式接力 | 3分41秒95（5）   | 3分37秒30 | 銀牌     | 第四棒（自由式）                           | [ 44 ]   |
| 第67屆 | 2012年 9月15日至9月17日 | 岐阜縣   | 50公尺自由式        | 22秒93（6）      | 22秒16    | 金牌     | 決賽更新當時賽事紀錄                       | [ 48 ]   |
| 第67屆 | 2012年 9月15日至9月17日 | 岐阜縣   | 100公尺自由式       | 50秒57（5）      | 50秒12    | 銅牌     |                                            | [ 48 ]   |
| 第67屆 | 2012年 9月15日至9月17日 | 岐阜縣   | 4×50公尺自由式接力  | 1分32秒33（5）   | 1分30秒57 | 銅牌     | 第一棒                                     | [ 48 ]   |
| 第67屆 | 2012年 9月15日至9月17日 | 岐阜縣   | 4×100公尺混合式接力 | 預賽未參加       | 3分36秒64 | 金牌     | 第四棒（自由式）                           | [ 48 ]   |
| 第68屆 | 2013年 9月13日至9月15日 | 東京都   | 50公尺自由式        | 22秒62（1）      | 22秒13    | 金牌     | 決賽更新當時賽事紀錄                       | [ 58 ]   |
| 第68屆 | 2013年 9月13日至9月15日 | 東京都   | 100公尺自由式       | 49秒92（2）      | 48秒84    | 金牌     | 決賽更新當時賽事紀錄                       | [ 58 ]   |
| 第68屆 | 2013年 9月13日至9月15日 | 東京都   | 4×50公尺自由式接力  | 1分30秒76（2）   | 1分29秒98 | 銅牌     | 預賽第二棒 決賽第一棒                      | [ 58 ]   |
| 第68屆 | 2013年 9月13日至9月15日 | 東京都   | 4×100公尺混合式接力 | 預賽未參加       | 3分36秒11 | 銅牌     | 第四棒（自由式）                           | [ 58 ]   |
| 第69屆 | 2014年 9月12日至9月14日 | 長崎縣   | 未參賽              | 未參賽           | 未參賽    | 未參賽   | 未參賽                                     | [ 106 ]  |
| 第70屆 | 2015年 9月11日至9月13日 | 和歌山縣 | 未參賽              | 未參賽           | 未參賽    | 未參賽   | 未參賽                                     | [ 107 ]  |
| 第71屆 | 2016年 9月9日至9月11日  | 岩手縣   | 50公尺自由式        | 22秒68（4）      | 22秒24    | 金牌     |                                            | [ 78 ]   |
| 第71屆 | 2016年 9月9日至9月11日  | 岩手縣   | 100公尺自由式       | 51秒84（24）     |           |          |                                            | [ 78 ]   |
| 第71屆 | 2016年 9月9日至9月11日  | 岩手縣   | 4×100公尺混合式接力 | 3分39秒08（1）   | 3分36秒39 | 銀牌     | 第四棒（自由式）                           | [ 78 ]   |
| 第72屆 | 2017年 9月15日至9月16日 | 愛媛縣   | 50公尺自由式        | 22秒38（1）      | 22秒09    | 金牌     | 決賽更新當時賽事紀錄                       | [ 83 ]   |
| 第72屆 | 2017年 9月15日至9月16日 | 愛媛縣   | 100公尺自由式       | 50秒28（7）      | 48秒96    | 銀牌     |                                            | [ 83 ]   |
| 第72屆 | 2017年 9月15日至9月16日 | 愛媛縣   | 4×50公尺自由式接力  | 1分31秒53（4）   | 1分31秒48 | 7        | 第一棒                                     | [ 83 ]   |
| 第72屆 | 2017年 9月15日至9月16日 | 愛媛縣   | 4×100公尺混合式接力 | 3分40秒85（5）   | 3分37秒97 | 5        | 第四棒（自由式）                           | [ 83 ]   |
| 第73回 | 2018年 9月15日至9月17日 | 福井縣   | 未參賽              | 未參賽           | 未參賽    | 未參賽   | 未參賽                                     | [ 108 ]  |
| 第74屆 | 2019年 9月14日到9月16日 | 茨城縣   | 50公尺自由式        | 22秒16（1）      | 22秒11    | 金牌     |                                            | [ 100 ]  |
| 第74屆 | 2019年 9月14日到9月16日 | 茨城縣   | 4×50公尺自由式接力  | 1分29秒92（4）   | 1分29秒42 | 銅牌     | 第二棒                                     | [ 100 ]  |
| 第74屆 | 2019年 9月14日到9月16日 | 茨城縣   | 4×100公尺混合式接力 | 預賽未參加       | 3分37秒66 | 5        | 第四棒（自由式）                           | [ 100 ]  |

#### 日本學生錦標賽
- 代表中央大學參賽。

| 屆數   | 日期                  | 比賽地點 | 項目                | 預賽成績（排名） | 決賽成績  | 最終名次 | 備註                                    | 參考資料 |
| ------ | --------------------- | -------- | ------------------- | ---------------- | --------- | -------- | --------------------------------------- | -------- |
| 第86屆 | 2010年 9月3日至9月5日 | 東京都   | 50公尺自由式        | 22秒70（1）      | 22秒53    | 銀牌     | 與小林拓史並列                          | [ 37 ]   |
| 第86屆 | 2010年 9月3日至9月5日 | 東京都   | 100公尺自由式       | 50秒70（2）      | 50秒08    | 銅牌     |                                         | [ 37 ]   |
| 第86屆 | 2010年 9月3日至9月5日 | 東京都   | 4×100公尺自由式接力 | 預賽未參加       | 3分21秒77 | 金牌     | 第一棒                                  | [ 37 ]   |
| 第86屆 | 2010年 9月3日至9月5日 | 東京都   | 4×100公尺混合式接力 | 3分42秒88（6）   | 3分41秒02 | 5        | 第四棒（自由式）                        | [ 37 ]   |
| 第87屆 | 2011年 9月2日至9月4日 | 神奈川縣 | 50公尺自由式        | 22秒62（1）      | 22秒11    | 金牌     | 決賽追平當時日本紀錄                    | [ 43 ]   |
| 第87屆 | 2011年 9月2日至9月4日 | 神奈川縣 | 100公尺自由式       | 50秒17（2）      | 48秒85    | 銀牌     |                                         | [ 43 ]   |
| 第87屆 | 2011年 9月2日至9月4日 | 神奈川縣 | 4×100公尺自由式接力 | 預賽未參加       | 3分18秒96 | 金牌     | 第一棒                                  | [ 43 ]   |
| 第87屆 | 2011年 9月2日至9月4日 | 神奈川縣 | 4×200公尺自由式接力 | 預賽未參加       | 7分20秒22 | 銀牌     | 第二棒                                  | [ 43 ]   |
| 第87屆 | 2011年 9月2日至9月4日 | 神奈川縣 | 4×100公尺混合式接力 | 3分40秒97（2）   | 3分37秒79 | 銅牌     | 第四棒（自由式）                        | [ 43 ]   |
| 第88屆 | 2012年 9月7日至9月9日 | 東京都   | 50公尺自由式        | 22秒42（2）      | 22秒31    | 銀牌     |                                         | [ 47 ]   |
| 第88屆 | 2012年 9月7日至9月9日 | 東京都   | 100公尺自由式       | 49秒40（1）      | 49秒10    | 銀牌     |                                         | [ 47 ]   |
| 第88屆 | 2012年 9月7日至9月9日 | 東京都   | 4×100公尺自由式接力 | 預賽未參加       | 3分18秒88 | 銀牌     | 第一棒                                  | [ 47 ]   |
| 第88屆 | 2012年 9月7日至9月9日 | 東京都   | 4×200公尺自由式接力 | 預賽未參加       | 7分23秒16 | 5        | 第二棒                                  | [ 47 ]   |
| 第88屆 | 2012年 9月7日至9月9日 | 東京都   | 4×100公尺混合式接力 | 預賽未參加       | 3分37秒85 | 金牌     | 第四棒（自由式）                        | [ 47 ]   |
| 第89屆 | 2013年 9月6日至9月8日 | 廣島縣   | 50公尺自由式        | 22秒39（1）      | 22秒09    | 金牌     |                                         | [ 57 ]   |
| 第89屆 | 2013年 9月6日至9月8日 | 廣島縣   | 100公尺自由式       | 49秒34（1）      | 48秒56    | 金牌     | 決賽更新當時賽事紀錄                    | [ 57 ]   |
| 第89屆 | 2013年 9月6日至9月8日 | 廣島縣   | 4×100公尺自由式接力 | 預賽未參加       | 3分18秒13 | 金牌     | 第四棒                                  | [ 57 ]   |
| 第89屆 | 2013年 9月6日至9月8日 | 廣島縣   | 4×200公尺自由式接力 | 預賽未參加       | 7分17秒55 | 銀牌     | 第三棒                                  | [ 57 ]   |
| 第89屆 | 2013年 9月6日至9月8日 | 廣島縣   | 4×100公尺混合式接力 | 3分40秒55 （6）  | 3分38秒80 | 4        | 預賽第三棒（蝶式） 決賽第四棒（自由式） | [ 57 ]   |

#### 全國高等學校游泳錦標賽
- 代表湘南工科大學附屬高等學校參賽。

| 屆數   | 日期                    | 比賽地點 | 項目                | 預賽成績（排名） | 決賽成績  | 最終名次 | 備註                                               | 參考資料 |
| ------ | ----------------------- | -------- | ------------------- | ---------------- | --------- | -------- | -------------------------------------------------- | -------- |
| 第75屆 | 2007年 8月17日至8月20日 | 佐賀縣   | 50公尺自由式        | 24秒20（3）      | 23秒93    | 4        |                                                    | [ 15 ]   |
| 第75屆 | 2007年 8月17日至8月20日 | 佐賀縣   | 100公尺自由式       | 53秒21（16）     |           |          |                                                    | [ 15 ]   |
| 第75屆 | 2007年 8月17日至8月20日 | 佐賀縣   | 4×100公尺自由式接力 | 3分33秒05        | 3分30秒42 | 銀牌     | 預賽第三棒 決賽第二棒                              | [ 15 ]   |
| 第75屆 | 2007年 8月17日至8月20日 | 佐賀縣   | 4×100公尺混合式接力 | 預賽未參加       | 3分48秒40 | 金牌     | 第四棒（自由式）                                   | [ 15 ]   |
| 第76屆 | 2008年 8月17日至8月20日 | 埼玉縣   | 100公尺自由式       | 51秒99（3）      | 51秒20    | 銀牌     |                                                    | [ 26 ]   |
| 第76屆 | 2008年 8月17日至8月20日 | 埼玉縣   | 4×100公尺自由式接力 | 3分30秒65（2）   | 3分26秒49 | 金牌     | 預賽第四棒 決賽第一棒 決賽更新當時賽事紀錄         | [ 26 ]   |
| 第76屆 | 2008年 8月17日至8月20日 | 埼玉縣   | 4×100公尺混合式接力 | 3分53秒13（6）   | 3分46秒42 | 金牌     | 第三棒（蝶式） 決賽更新當時賽事紀錄                | [ 26 ]   |
| 第77屆 | 2009年 8月17日至8月20日 | 大阪府   | 50公尺自由式        | 23秒35（1）      | 23秒07    | 金牌     |                                                    | [ 31 ]   |
| 第77屆 | 2009年 8月17日至8月20日 | 大阪府   | 100公尺自由式       | 51秒38（7）      | 50秒31    | 金牌     |                                                    | [ 31 ]   |
| 第77屆 | 2009年 8月17日至8月20日 | 大阪府   | 4×100公尺自由式接力 | 3分26秒36        | 3分24秒12 | 金牌     | 預賽第四棒 決賽第一棒 預賽、決賽皆更新當時賽事紀錄 | [ 31 ]   |
| 第77屆 | 2009年 8月17日至8月20日 | 大阪府   | 4×200公尺自由式接力 | 預賽未參加       | 7分23秒02 | 金牌     | 第一棒 決賽更新當時高中紀錄                        | [ 31 ]   |
| 第77屆 | 2009年 8月17日至8月20日 | 大阪府   | 4×100公尺混合式接力 | 3分49秒94        | 3分44秒63 | 5        | 預賽第三棒（蝶式） 決賽第二棒（蛙式）              | [ 31 ]   |

#### 全國中學游泳競技大會
- 代表伊勢原市立山王中學校參賽。

| 屆數   | 日期                    | 比賽地點 | 項目                | 預賽成績（排名） | 決賽成績 | 最終名次 | 備註           | 參考資料 |
| ------ | ----------------------- | -------- | ------------------- | ---------------- | -------- | -------- | -------------- | -------- |
| 第45屆 | 2005年 8月21日至8月23日 | 三重縣   | 50公尺自由式        | 25秒47（13）     |          |          |                | [ 9 ]    |
| 第45屆 | 2005年 8月21日至8月23日 | 三重縣   | 100公尺自由式       | 55秒33（14）     |          |          |                | [ 9 ]    |
| 第45屆 | 2005年 8月21日至8月23日 | 三重縣   | 4×100公尺混合式接力 | 4分24秒09（26）  |          |          | 第一棒（仰式） | [ 9 ]    |
| 第46屆 | 2006年 8月21日至8月23日 | 高知縣   | 50公尺自由式        | 24秒42（1）      | 24秒08   | 金牌     |                | [ 11 ]   |
| 第46屆 | 2006年 8月21日至8月23日 | 高知縣   | 100公尺自由式       | 53秒70（1）      | 52秒96   | 金牌     |                | [ 11 ]   |
| 第46屆 | 2006年 8月21日至8月23日 | 高知縣   | 4×100公尺混合式接力 | 4分22秒18（24）  |          |          | 第一棒（仰式） | [ 11 ]   |

#### Junior Olympic Cup（JOC）
- 比賽地點均為東京都東京辰巳國際游泳場。
- 夏季比賽為長池（50m）、春季則為短池（25m）。

| 屆數   | 日期                    | 季別 | 組別    | 項目                | 預賽成績（排名） | 決賽成績  | 最終名次 | 備註                 | 參考資料 |
| ------ | ----------------------- | ---- | ------- | ------------------- | ---------------- | --------- | -------- | -------------------- | -------- |
| 第27屆 | 2004年 8月26日至8月30日 | 夏季 | 11-12歲 | 50公尺自由式        | 26秒24（1）      | 25秒77    | 金牌     |                      | [ 8 ]    |
| 第27屆 | 2004年 8月26日至8月30日 | 夏季 | 11-12歲 | 50公尺蝶式          | 28秒29（5）      | 28秒23    | 5        |                      | [ 8 ]    |
| 第27屆 | 2004年 8月26日至8月30日 | 夏季 | 11-12歲 | 100公尺自由式       | 57秒26（2）      | 56秒14    | 金牌     |                      | [ 8 ]    |
| 第27屆 | 2004年 8月26日至8月30日 | 夏季 | 11-12歲 | 4×50公尺自由式接力  | 1分54秒07（8）   | 1分53秒25 | 5        | 第一棒               | [ 8 ]    |
| 第27屆 | 2004年 8月26日至8月30日 | 夏季 | 11-12歲 | 4×50公尺混合式接力  | 2分06秒82（8）   | 取消成績  |          | 第四棒（自由式）     | [ 8 ]    |
| 第27屆 | 2005年 3月27日至3月30日 | 春季 | 13-14歲 | 50公尺自由式        | 24秒63（3）      | 24秒40    | 銀牌     |                      | [ 109 ]  |
| 第27屆 | 2005年 3月27日至3月30日 | 春季 | 13-14歲 | 100公尺自由式       | 54秒15（5）      | 54秒48    | 8        |                      | [ 109 ]  |
| 第27屆 | 2005年 3月27日至3月30日 | 春季 | 13-14歲 | 100公尺蝶式         | 59秒14（16）     |           |          |                      | [ 109 ]  |
| 第27屆 | 2005年 3月27日至3月30日 | 春季 | 13-14歲 | 4×100公尺混合式接力 | 4分08秒73（11）  |           |          | 第四棒（自由式）     | [ 109 ]  |
| 第28屆 | 2005年 8月26日至8月30日 | 夏季 | 13-14歲 | 50公尺自由式        | 25秒61（3）      | 25秒35    | 4        |                      | [ 10 ]   |
| 第28屆 | 2005年 8月26日至8月30日 | 夏季 | 13-14歲 | 100公尺自由式       | 55秒68（9）      |           |          |                      | [ 10 ]   |
| 第28屆 | 2005年 8月26日至8月30日 | 夏季 | 13-14歲 | 4×100公尺混合式接力 | 4分17秒77（7）   | 4分16秒93 | 5        | 第四棒（自由式）     | [ 10 ]   |
| 第28屆 | 2006年 3月27日至3月30日 | 春季 | 13-14歲 | 50公尺自由式        | 24秒14（2）      | 23秒61    | 金牌     |                      | [ 110 ]  |
| 第28屆 | 2006年 3月27日至3月30日 | 春季 | 13-14歲 | 100公尺自由式       | 52秒56（1）      | 51秒91    | 金牌     |                      | [ 110 ]  |
| 第28屆 | 2006年 3月27日至3月30日 | 春季 | 13-14歲 | 4×100公尺自由式接力 | 3分47秒38（14）  |           |          | 第四棒               | [ 110 ]  |
| 第29屆 | 2006年 8月26日至8月30日 | 夏季 | 13-14歲 | 50公尺自由式        | 24秒75（2）      | 24秒12    | 金牌     | 決賽更新當時賽事紀錄 | [ 12 ]   |
| 第29屆 | 2006年 8月26日至8月30日 | 夏季 | 13-14歲 | 100m自由式          | 53秒32（1）      | 53秒29    | 金牌     |                      | [ 12 ]   |
| 第29屆 | 2006年 8月26日至8月30日 | 夏季 | 13-14歲 | 4×100公尺自由式接力 | 3分54秒42（17）  |           |          | 第一棒               | [ 12 ]   |
| 第29屆 | 2007年 3月27日至3月30日 | 春季 | CS      | 50公尺自由式        | 23秒70（11）     | 23秒39    | B組1     | 預賽9-16 參加B組決賽 | [ 111 ]  |
| 第29屆 | 2007年 3月27日至3月30日 | 春季 | CS      | 100公尺自由式       | 51秒61（9）      | 50秒44    | B組1     | 決賽更新當時中學紀錄 | [ 111 ]  |
| 第29屆 | 2007年 3月27日至3月30日 | 春季 | CS      | 4×100公尺混合式接力 | 3分51秒49（45）  |           |          | 第四棒（自由式）     | [ 111 ]  |
| 第30屆 | 2007年 8月26日至8月30日 | 夏季 | CS      | 50公尺自由式        | 24秒30（8）      | 23秒85    | 銀牌     | 與小西一輝並列亞軍   | [ 16 ]   |
| 第30屆 | 2007年 8月26日至8月30日 | 夏季 | CS      | 100公尺自由式       | 53秒51（17）     |           |          |                      | [ 16 ]   |
| 第30屆 | 2008年 3月27日至3月30日 | 春季 | CS      | 50公尺自由式        | 23秒10（4）      | 22秒74    | 銀牌     |                      | [ 112 ]  |
| 第30屆 | 2008年 3月27日至3月30日 | 春季 | CS      | 100公尺自由式       | 50秒70（4）      | 49秒88    | 金牌     |                      | [ 112 ]  |
| 第30屆 | 2008年 3月27日至3月30日 | 春季 | CS      | 4×100公尺自由式接力 | 3分34秒44（31）  |           |          | 第一棒               | [ 112 ]  |
| 第31屆 | 2008年 8月26日至8月30日 | 夏季 | CS      | 100公尺自由式       | 52秒17（7）      | 51秒86    | 4        |                      | [ 27 ]   |
| 第31屆 | 2008年 8月26日至8月30日 | 夏季 | CS      | 50公尺蝶式          | 25秒29（3）      | 24秒90    | 銅牌     |                      | [ 27 ]   |
| 第31屆 | 2008年 8月26日至8月30日 | 夏季 | CS      | 100公尺蝶式         | 54秒65（2）      | 53秒92    | 金牌     |                      | [ 27 ]   |
| 第31屆 | 2009年 3月27日至3月30日 | 春季 | CS      | 50公尺自由式        | 22秒84（3）      | 22秒40    | 銀牌     |                      | [ 113 ]  |
| 第31屆 | 2009年 3月27日至3月30日 | 春季 | CS      | 100公尺自由式       | 50秒22（2）      | 49秒46    | 銀牌     |                      | [ 113 ]  |
| 第31屆 | 2009年 3月27日至3月30日 | 春季 | CS      | 4×100公尺混合式接力 | 3分44秒28（9）   |           |          | 第三棒（蝶式）       | [ 113 ]  |
| 第32屆 | 2009年 8月26日至8月30日 | 夏季 | CS      | 50公尺自由式        | 23秒39（1）      | 23秒13    | 金牌     | 決賽更新當時賽事紀錄 | [ 32 ]   |
| 第32屆 | 2009年 8月26日至8月30日 | 夏季 | CS      | 100公尺自由式       | 50秒84（3）      | 49秒85    | 金牌     | 決賽更新當時高中紀錄 | [ 32 ]   |
| 第32屆 | 2009年 8月26日至8月30日 | 夏季 | CS      | 4×100公尺自由式接力 | 3分38秒60（38）  |           |          | 第四棒               | [ 32 ]   |
| 第32屆 | 2009年 8月26日至8月30日 | 夏季 | CS      | 4×100公尺混合式接力 | 3分55秒85（17）  |           |          | 第三棒（蝶式）       | [ 32 ]   |
| 第32屆 | 2010年 3月27日至3月30日 | 春季 | CS      | 50公尺自由式        | 22秒21（1）      | 22秒15    | 金牌     |                      | [ 114 ]  |
| 第32屆 | 2010年 3月27日至3月30日 | 春季 | CS      | 100公尺自由式       | 48秒88（1）      | 48秒10    | 金牌     | 決賽更新當時高中紀錄 | [ 114 ]  |
| 第32屆 | 2010年 3月27日至3月30日 | 春季 | CS      | 4×100公尺自由式接力 | 3分28秒73（30）  |           |          | 第四棒               | [ 114 ]  |
| 第32屆 | 2010年 3月27日至3月30日 | 春季 | CS      | 4×100公尺混合式接力 | 3分42秒78（13）  |           |          | 第四棒（自由式）     | [ 114 ]  |